# Мартынцов, Олег Фёдорович
Олег Фёдорович Мартынцов — писатель, главный редактор всеукраинской газеты «Казак Донбаса» (с 1.07.2013 международной газеты «Казак»), Академик Международной академии наук экологии и безопасности жизнедеятельности, член Международной федерации журналистов, Международного сообщества писательских союзов и Национального союза журналистов Украины.

## Биография
Родился 22 ноября 1938 года в посёлке шахты № 19 города Чистяково Сталинской области (сейчас город Торез).
Во время Великой Отечественной войны жил вместе с бабушкой и братьями Иваном и Анатолием. Отец воевал на фронте, мать — Екатерина Васильевна Мартынцова (Скотаренко) была арестована как «враг народа». В конце 1944 раненый отец вернулся домой. В январе 1952 года реабилитировали мать. 
После обучения на электрослесаря ушел служить в морскую авиацию Северного флота. Служил с октября 1958 по ноябрь 1963 года в посёлке Сафоново. 28 июля 1963 года в Североморске у Олега Фёдоровича родилась дочь Марина. После пяти лет службы молодой человек окончил культпросветучилище и геологоразведочный техникум. При политуправлении Северного флота получил высшее политическое образование. 
В газете «На страже Заполярья» начал литературную деятельность как внештатный корреспондент. В 1963 году уехал в город Торез Донецкой области, С 1971 по 1979 жил в Мурманске. Трудовая деятельность включала работу электриком, матросом, помощником капитана, директором дворца культуры и начальником Дома офицеров, заместителем директора московского цирка «Колос». Несколько лет проработал в "Союзгосцирке", где встречался, общался, неоднократно посещал цирк "На Цветном бульваре" с Юрием Никулиным. Наблюдения за работой цирка в дальнейшем легли в основу книги «Цирк — это праздник».
Из Москвы вернулся на Донбасс. Возглавлял первичную журналистскую организацию в городе Торезе на протяжении 15 лет, был членом правления Донецкой областной организации журналистов, возглавлял общественные организации «Донецкое областное объединение трудоспособных казаков-инвалидов „Инва-Донбасс“» и «Донецкий областной союз журналистов-казаков и журналистов-инвалидов». В октябре 1991 года был принят в союз журналистов Украины. В августе 2009 года стал главным редакторов всеукраинской газеты «Казак Донбасса», (которая начала выходить с января 2010), а затем главным редактором международной газеты «Казак».
Автор и соавтор более 21 книг. Часть книг написана в соавторстве с дочерью Мариной.
Был членом совета областной общественной организации и член комиссии информационной политики и свободы слова при Донецкой областной государственной администрации.
Живет в Донецке и , никуда из города не уезжал. В Мурманск ездили его жена-мурманчанка Наташа, дочь Марина, которая родилась в г. Североморске Мурманской обл., которая более 35 лет не посещала свой родной город и внучка Ольга. В ию, накануне очередной годовщины со дня рождения дочери Марины, вышла их совместная книга "РОКОВАЯ СУДЬБА" посвященная маме и бабушке авторов..

## Награды
- Почётный гражданин села Грабово Шахтерского района Донецкой области[1]
- Диплом и Почётная грамота Международного института независимых педагогических исследований (МИНПИ-ЮНЕСКО)[1]
- Почётная грамота Донецкого городского головы и благодарность губернатора Донецкой области за активное участие в возрождении Украинского казачества и активное участие в жизни г. Донецка[1] С января 2013 года Академик международной академии наук экологии и безопасности жизнедеятельности, член Генерального штаба казачества, генерал-лейтенант казачества, имеет Золотую Звезду Героя казачества, ордена и медали казачества